# تشان دارا
تشان دارا هو لاعب كرة قدم كمبودي في مركز الدفاع، ولد في 19 مارس 1984 في كمبوديا. شارك مع منتخب كمبوديا لكرة القدم. أما مع النوادي، فقد لعب مع بنوم بنه كراون.

## وصلات خارجية
- تشان دارا على موقع قاعدة بيانات كرة القدم.إي يو (الإنجليزية)
- تشان دارا على موقع ناشيونال فوتبول تيمز (الإنجليزية)